# 近岡善次郎
近岡 善次郎（ちかおか　ぜんじろう、1914年（大正3年）8月10日 - 2007年（平成19年）6月3日）は、日本の洋画家。

## 略歴
1914年（大正3年）山形県新庄市に生まれる。1931年（昭和6年）山形県立新荘中学校（現・山形県立新庄北高等学校）を卒業。1933年（昭和8年）文化学院美術部にて、石井柏亭、有島生馬、山下新太郎に学ぶ。1946年（昭和21年）一水会優賞を受賞。1956年（昭和31年）文部省留学生として渡欧した後、帰国。1960年（昭和35年）一水会会員となる。1961年（昭和36年）太平洋地域絵画展に日本代表として出品（「飛びの森の天狗」）。1963年（昭和38年）第6回安井賞受賞。1971年（昭和46年）『明治の西洋館』を出版し記念展を全国で開催。1978年（昭和53年）JR東日本仙台駅ステンドグラス「杜の賛歌」原画作成。1980年（昭和55年）『西洋館の旅』を出版。1983年（昭和58年）明治村賞を受賞。1999年（平成11年）新庄市名誉市民となる。
2007年（平成19年）死去。2014年（平成26年）生誕100周年記念展開催。